# In a Mirror, Darkly
"In a Mirror, Darkly" es el decimoctavo y decimonoveno episodio de la cuarta temporada de la serie de televisión de ciencia ficción estadounidense Star Trek: Enterprise, y se emitió originalmente el 22 y 29 de abril de 2005. Esta entrega fue desarrollada para ser una secuela del episodio de la serie original "The Tholian Web" y una precuela de "Mirror, Mirror". La decisión de ambientar un episodio de Enterprise en el universo espejo se originó con una propuesta para permitir que William Shatner apareciera en la serie. Los guiones de ambas partes del episodio fueron escritos por Mike Sussman, y Manny Coto contribuyó con la historia de la segunda parte.
Ambientada en el siglo 22, la serie normalmente sigue las aventuras de la primera nave espacial de la Flota Estelar, Enterprise, matrícula NX-01. Sin embargo, estas entregas presentan un universo espejo de Jonathan Archer y contrapartes malvadas de los personajes normales, que sirven al cruel y militarista Imperio Terrano. En la primera parte, la ISS Enterprise se entera de una nave de la Flota Estelar del futuro del universo principal que está siendo desmantelada por los Tholianos, y busca tomar la nave de los extraterrestres. En la segunda parte, la tripulación sobreviviente opera el USS Defiant y busca derrocar al Imperio utilizando su armamento avanzado.
El episodio vio la reutilización de imágenes de Star Trek: Primer contacto y la creación de una secuencia de créditos de apertura alternativa que incluía imágenes de otras propiedades de Paramount, como la película La caza del Octubre Rojo. Se construyó un puente de tres cuartos de circunferencia de la era de la Serie Original, así como otros sets de una nave estelar de clase Constitution. Tanto un Gorn como un Tholian fueron creados utilizando CGI, y los Gorn utilizaron técnicas de captura de movimiento. Esta entrega también vio el regreso de Vaughn Armstrong como el almirante Maxwell Forrest después de que su personaje principal del universo fuera asesinado en la pantalla a principios de la temporada en el episodio "The Forge". El episodio recibió aclamación de la critica y a menudo aparece posteriormente en varias listas de los mejores episodios tanto de Star Trek: Enterprise como de la franquicia en general. Fue nominada a un premio Emmy en la categoría de mejor peinado para una serie en 2005.

## Trama

### Parte I
En 2063, una nave vulcana aterriza en la Tierra, haciendo el primer contacto con humanos. En lugar de saludarlos pacíficamente, Zefram Cochrane dispara al líder vulcano y los humanos asaltan y saquean la nave. En 2155, el Doctor Phlox y el Mayor Reed le muestran un nuevo dispositivo de tortura al Capitán Forrest y al Comandante Archer en la ISS Enterprise. Archer le sugiere a Forrest que viajen al espacio tholiano, ya que ha escuchado rumores de tecnología que podrían desear robar. Los dos discuten, y Forrest regresa a sus aposentos donde es consolado por la Teniente Sato. Cuando se va, Archer y varios MACO (un equipo militar) lo emboscan y lo envían al calabozo.
Archer viaja al puente y anuncia que ha tomado el mando. Después de torturar a un piloto tholiano para obtener coordenadas, ordena un cambio de rumbo hacia el astillero y le dice a la comandante T'Pol, a quien asciende a primer oficial, que instale un dispositivo de camuflaje Suliban con el comandante Tucker. Archer también nombra al sargento Mayweather como su guardia personal, y Sato propone que conserve su trabajo como la mujer del capitán. Archer le pide a Sato que envíe un mensaje a la Flota Estelar sobre su misión de atacar la tecnología Tholiana. Tucker resulta herido cuando el dispositivo de camuflaje es saboteado. Archer interroga a Forrest, quien niega todo conocimiento, y Reed tortura a Tucker esperando que él sea el saboteador.
T'Pol lidera un equipo para liberar a Forrest y recuperar la nave, pero Archer encripta el control de navegación para evitar un cambio de rumbo. Forrest tortura a Archer, pero ordena su liberación después de recibir la noticia de que la Flota Estelar está de acuerdo con los planes de Archer. Archer muestra imágenes de una nave de un universo alternativo del futuro llamada USS Defiant, una nave espacial de clase Constitution, que tiene tecnología y poder que es un siglo más avanzado que el ISS Enterprise. Al llegar al astillero, Archer, T'Pol y Tucker se transportan y Tucker comienza a cargar la nave. Luego las naves Tholianas atacan, creando una red de energía alrededor del Enterprise. Forrest ordena a la tripulación que abandone el barco, pero permanece allí mientras el barco es destruido.

### Parte II
Luego, varias naves Tholianas crean una red sobre la apertura del muelle para evitar que el Defiant salga. T'Pol y Tucker restauran la energía a los sistemas de armas, lo que permite a Defiant destruir suficientes naves enemigas para escapar de la trampa. Recuperan a 47 supervivientes del Enterprise, y se le ordena a Tucker restaurar la energía del motor warp. Sato va al camarote del capitán y encuentra a Archer revisando los registros históricos de la nave, que incluyen información del universo paralelo sobre la Flota Estelar, la Federación Unida de Planetas y sus registros de servicio. Archer se sorprende al saber que su homólogo es un aclamado y distinguido explorador, diplomático y político.
El alférez Kelby muere al intentar reparar el motor warp y la tripulación descubre, gracias a los esclavos tholianos que quedaron a bordo, que un gorn llamado Slar ha saboteado la nave. Archer, después de escuchar voces que le dicen que debe lograr más fama y honor, decide liderar un equipo de asalto y mata al Gorn. Tucker es capaz de reparar el motor warp y la nave parte para encontrarse con la ISS Avenger, llegando a tiempo para salvarla de cuatro naves espaciales rebeldes. El oficial al mando del Avenger, el almirante Black, sube a bordo para una inspección acompañado por su primer oficial, Soval. Después de que Black rechaza la solicitud de Archer de ser capitán de la nueva nave, Archer lo desintegra con una pistola phaser.
Archer da un discurso a los oficiales de ambas naves, diciendo que deben actuar contra la Flota Estelar y el Imperio. Soval y T'Pol se encuentran, contemplando un futuro donde las especies alienígenas sean respetadas y tratadas como iguales; convencen a Phlox de unirse a su movimiento y sabotear el Defiant. Como único extraterrestre al que se le permite permanecer a bordo, logra desactivar los sistemas de la nave. Soval, en Avenger, ataca, pero Tucker desactiva a Phlox y restaura la energía. El Defiant destruye a su atacante. Cuando Sato y Archer celebran en el camarote del capitán, Archer muere después de ser envenenado por Sato y de ver que Mayweather ahora está aliado con Sato. Al llegar a la Tierra en el avanzado y poderoso Defiant, Sato contacta al Almirante Gardner, exigiendo su rendición y declarándose "Emperatriz Sato".

## Producción

### Escritura y filmación

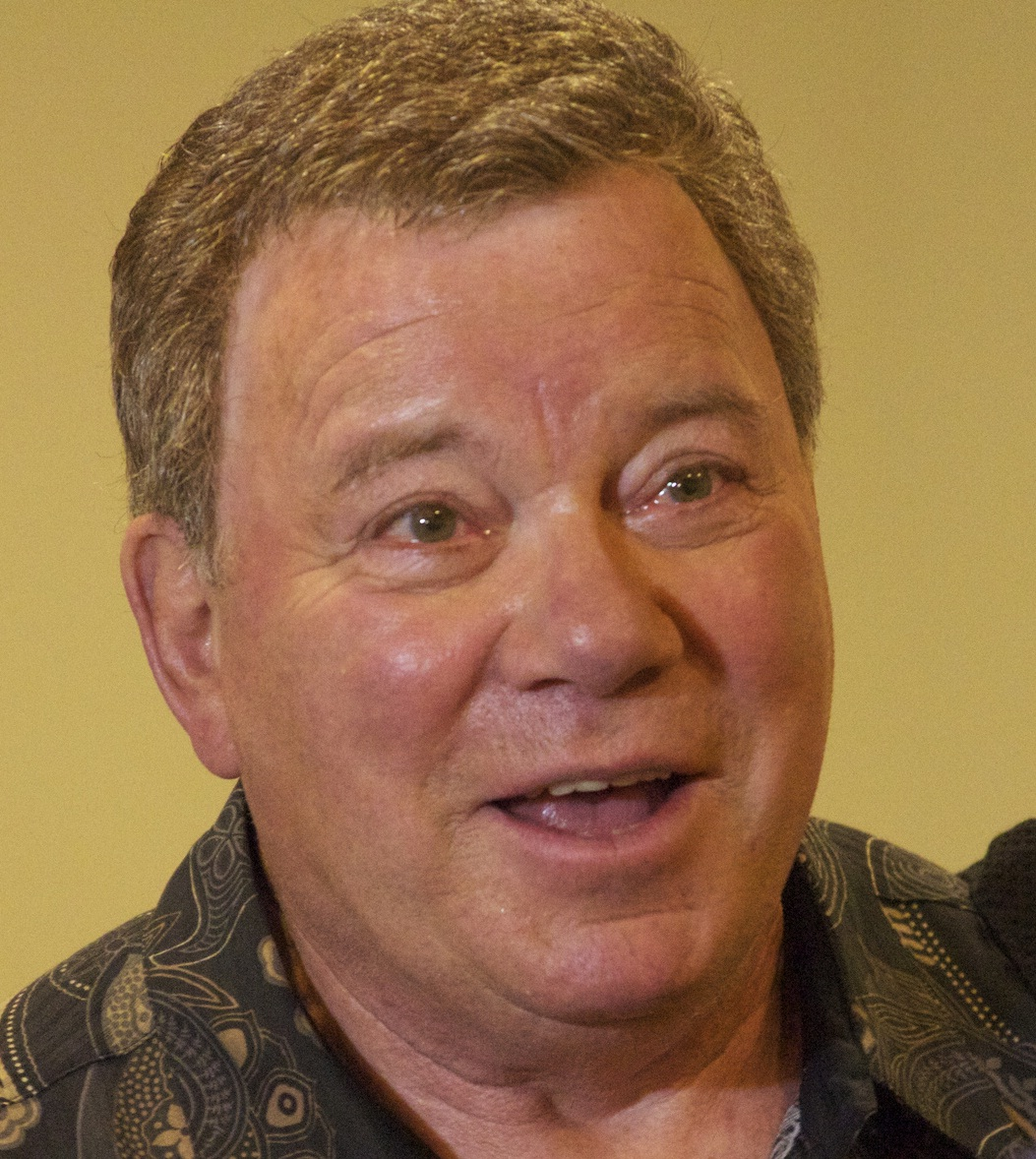
La idea de incluir el universo espejo en Enterprise surgió de una propuesta en la que participaría William Shatner.

La idea de regresar al universo espejo en Enterprise fue sugerida por primera vez por Judith y Garfield Reeves-Stevens. En "Mirror, Mirror", el campo de tantalio fue utilizado en varias ocasiones y se pensó que era un desintegrador. Los Reeves-Stevens propusieron que se podría explicar que, en lugar de matar a sus víctimas, el campo las transportaba a través del tiempo a una colonia penal en el universo principal. La Enterprise luego atravesaría la colonia penal y se encontraría con Tiberius, interpretado por William Shatner.
Tiberius buscaría utilizar el transportador a bordo del Enterprise para regresar a su propio universo, pero descubre que aún no se ha separado del universo principal y no existe. El episodio habría explorado la creación del universo espejo a través de las acciones de Tiberius y el Capitán Archer. La historia fue presentada por Shatner, quien había trabajado con los Reeves-Stevens en su serie de novelas de Star Trek del Shatnerverse, a Manny Coto, Brannon Braga y Rick Berman. Berman ya había recibido una propuesta de Mike Sussman según la cual Shatner interpretaría a un antepasado del Capitán Kirk, quien resultó ser el chef del Enterprise (NX-01). Los tres le presentaron la idea a Shatner, pero las negociaciones fracasaron y no se acordaron los términos para que él apareciera en el programa.
Sussman comenzó a desarrollar un guion que mostraba al USS Defiant de "The Tholian Web" siendo traído de regreso en el tiempo, en lugar de Tiberius.  Se pretendía que fuera una secuela de ese episodio, así como una precuela de "Espejo, Espejo".  Sussman desarrolló los guiones para ambas partes del episodio, y Coto contribuyó con la historia de la segunda mitad.  Se decidió tener toda la entrega en el universo espejo para mantener los eventos de "Mirror, Mirror" como el primer contacto entre los dos universos. El universo espejo presenta duplicados malvados de los personajes del universo normal.  Sussman había intentado previamente utilizar el Defiant en el episodio de la segunda temporada "Future Tense", pero tanto los costos como los problemas con la trama dieron como resultado que fuera reemplazado por una nave del tiempo nunca antes vista. 
La primera parte fue dirigida por James L. Conway, quien anteriormente dirigió el episodio de Deep Space Nine "Shattered Mirror", que también hizo uso del Universo Espejo.  La segunda parte fue dirigida por Marvin V. Rush, quien normalmente se desempeñaba como director de fotografía del programa, había trabajado con Conway docenas de veces antes y estaba familiarizado con su estilo de dirección. Rush observó lo que se estaba haciendo en la Parte 1 mientras preparaba el segundo episodio, y se propuso hacer que sus episodios encajaran con eso y no parecieran claramente dirigidos por otra persona.  En el sexto día de rodaje de la segunda parte del episodio, se recibió la noticia de que Star Trek: Enterprise había sido cancelada por UPN a partir del final de la temporada, lo que significaba que "In a Mirror, Darkly" serían las entregas 94 y 95 de los 98 episodios de la serie.  "In a Mirror, Darkly" fue la última contribución de Sussman al programa; anteriormente había sido guionista de Star Trek: Voyager y trabajó en la franquicia de Star Trek durante diez años. Más tarde lo describió como uno de sus favoritos de las entregas de Star Trek que escribió, diciendo que "Sabía cuando los estaba escribiendo que casi con certeza serían los últimos episodios que escribiría para esta encarnación particular de Star Trek, así que realmente atesoré la experiencia".  Parte de los planes de Manny Coto para la quinta temporada de Enterprise habrían incluido un regreso a la tripulación del universo espejo. Se habría dividido en cuatro o cinco entregas, lo que Coto describió como una "miniserie dentro de una serie".  

### Efectos visuales y vestuario
La secuencia de apertura presentó la reutilización de imágenes de Star Trek: Primer contacto, donde Zefram Cochrane hace el primer contacto con los vulcanos, por el cual tanto James Cromwell como Cully Fredricksen acordaron aceptar los salarios mínimos del Screen Actors Guild. Herman Zimmerman había conservado la parte inferior de la nave Vulcana de esa escena y la puso a disposición para su uso en nuevas tomas.  Aunque Enterprise se filmó normalmente en formato digital, las escenas especulares de Primer Contacto se filmaron en película para que coincidieran con la apariencia del metraje original.  Se creó una secuencia de créditos de apertura alternativa, por la cual Sussman atribuyó el mérito a Coto. Presentaba imágenes utilizadas en otras producciones de Paramount Pictures, incluido el submarino nuclear soviético Konovalov disparando un torpedo en La caza del Octubre Rojo.  Otros elementos incluyen una explosión atómica, acorazados, tanques y aviones de combate. 
Zimmerman dirigió la construcción de un set completo de tres cuartos de circunferencia para representar el puente del USS Defiant, que se utilizó desde el último día de filmación de la primera parte de este episodio. Fue la primera vez que se utilizó un puente de esa escala de una nave espacial clase Constitution de la Serie Original desde que se emitió el episodio final "Turnabout Intruder" en 1969. El ilustrador senior Doug Drexler estuvo involucrado en el diseño; anteriormente había trabajado en la investigación para recrear partes del USS Enterprise de la era de la serie original para el episodio "Trials and Tribble-ations" de Star Trek: Deep Space Nine, así como en un set que se exhibió en Hyde Park en Londres. Otros diseñadores incluidos en la creación del set fueron Anna Packard, Michael Okuda y James Van Over.  La construcción real del set estuvo en manos de Tom Arp y su equipo.  Sussman dijo sobre el conjunto: "Creo que el conjunto del puente es extraordinario. Espero que los fanáticos se emocionen al verlo nuevamente en todo su esplendor. Siento que probablemente se ve mejor que el original en muchos aspectos, si los comparas uno al lado del otro". 
El puente de la Enterprise había sido recreado previamente dos veces en la serie Star Trek desde el final de la Serie Original . En el episodio "Relics" de Star Trek: The Next Generation, solo se reconstruyó la consola de ingeniería, con la silla del capitán y las consolas de navegación alquiladas a un fan y las consolas restantes fueron editadas en digital utilizando pantallas azules.  También se recrearon sets incompletos para el episodio "Trials and Tribble-ations" de Deep Space Nine, pero esto implicó insertar digitalmente a los actores en imágenes anteriores de la serie original, por lo que no se recreó un set de puente completo. 
Se crearon más sets para el Defiant para la segunda parte del episodio, que incluían diseños utilizados previamente en "Trials and Tribble-ations" para el tubo Jefferies. Los otros conjuntos incluían la sala de recreación, el camarote del capitán y la sala de reuniones. Algunos miembros del elenco principal de la segunda entrega usaron uniformes clásicos de estilo Serie Original; sin embargo, el equipo de producción le dio por error al USS Defiant una insignia de uniforme única diferente de la icónica insignia delta (punta de flecha). Este error probablemente surgió de la teoría errónea de los fanáticos de que cada nave espacial en TOS tenía su propia insignia única. En el episodio de TOS "The Tholian Web" vemos claramente a la tripulación muerta del Defiant luciendo la insignia delta.  Técnicamente, esto no fue un error por parte de la producción de Star Trek Enterprise, porque se suponía que cada nave de la línea tenía su propia insignia, como se ve en otros episodios de la serie original, la razón por la que había insignias de uniforme del USS Enterprise en los miembros del elenco adicionales que ocupaban puestos en el Defiant durante la filmación se debió a la falta de dinero y a los disfraces mal hechos de finales de la década de 1960 que no resistieron la reutilización durante la filmación de la tercera temporada. Se observa que a mediados/finales de la década de 1970 se decidió consolidar las insignias en un estilo uniforme debido a la era del cine y a los mayores presupuestos. Bakula vestía el uniforme verde envolvente que anteriormente había usado Shatner en varios episodios, incluido "The Trouble with Tribbles", mientras que Trinneer, Keating y Montgomery vestían camisetas rojas. Bakula bromeó: "¿Nos quedamos sin material para la falda de Jolene?" mientras Blalock vestía la minifalda azul científico al estilo de la que usó Christine Chapel. Los trajes normales del Enterprise también sufrieron cambios, y a los que usaban los miembros femeninos de la tripulación se les quitó una parte para revelar sus abdomen. 
También se crearon accesorios de la serie original, como phasers y PADD, para el episodio.  A pesar de que el espejo- Enterprise fue destruido en la primera entrega, durante el segundo episodio los sets de pie fueron reutilizados para representar al Avenger de la ISS.  Tanto un Tholian como un Gorn fueron creados en postproducción utilizando CGI. En el caso de Gorn, en particular, era necesario contar con un actor con un traje de seguimiento que permitiera a los actores interactuar con el personaje y dar a los animadores algo sobre lo que superponer el CGI. El coordinador de especialistas Vince Deadrick, Jr. usó el traje para escenas que requerían movimiento, mientras que David Anderson lo usó para tomas estáticas.  Sussman también escribió biografías de Archer y Hoshi que aparecerían brevemente en la pantalla. Entre ellas se incluían referencias a que Archer se convirtió en presidente de la Federación y que un planeta llamado Archer IV que había aparecido previamente en Star Trek: The Next Generation, de hecho, llevaba su nombre. 

### Casting
El episodio vio el regreso de Vaughn Armstrong como el Capitán Maximilian Forest. Su personaje principal del universo, el contralmirante Maxwell Forest, había sido asesinado a principios de la temporada en el episodio "The Forge". Tanto Bakula como Armstrong bromearon sobre el personaje que sufrió dos muertes durante la misma temporada, aunque Armstrong también dijo de la relación entre el Forrest y la Hoshi de ese universo que "en 25 años [de actuación], no he conseguido a la chica, pero vuelvo aquí y ¡la consigo! Esto es genial".  Gary Graham regresó como el vulcaniano Soval, que era un oficial científico a bordo del Avenger en el universo espejo en lugar de su posición normal de embajador vulcaniano. A Graham le dieron una perilla en referencia al Spock del universo espejo de "Mirror, Mirror". 
Otras estrellas invitadas en "In a Mirror, Darkly" incluyeron a Gregory Itzin, quien previamente había aparecido como un comando vulcano en "Shadows of P'Jem", así como en episodios de Star Trek: Voyager y Deep Space Nine. Derek Magyar regresó para su tercera aparición como Kelby después de aparecer previamente en "Affliction" y "Bound". El escritor Mike Sussman también apareció en pantalla, como uno de los miembros muertos de la tripulación del Defiant.  Con este episodio, la actriz Majel Barrett, viuda del creador de Star Trek, Gene Roddenberry, se convirtió en la única actriz en participar en todas las series de Star Trek, incluida la serie animada, así como las series de películas basadas en la Serie Original y The Next Generation. En este episodio, ella proporcionó la voz de la computadora del Defiant.  Su voz continuó siendo utilizada como la de las computadoras de la Flota Estelar después de la cancelación de Enterprise en las películas de Star Trek dirigidas por J. J. Abrams. 
Estas entregas vieron cambios significativos en los personajes del elenco principal. Linda Park, quien interpreta a Hoshi Sato en la serie, dijo más tarde que eran sus episodios favoritos del programa. Más tarde explicó: "Hoshi Espejo era fuerte en la forma en que Medea es fuerte, en la forma en que Clitemnestra es fuerte, en esta forma muy arquetípica de mujer guerrera".  Ella atribuyó el papel que desempeñó en este episodio como una demostración de que podía interpretar a un personaje más duro, algo que le permitió obtener otros papeles una vez que terminó la serie. 

## Conexiones
El Gorn que aparece en este episodio, fue introducido previamente al universo de Star Trek en el episodio "Arena" de la serie original, que se emitió el 19 de enero de 1967.  En ese caso se utilizó un traje de Gorn, mientras que para este episodio de Star Trek: Enterprise se utilizó un gráfico generado por computadora. 

## Recepción

### Audiencia
La primera parte de "In a Mirror, Darkly" se emitió el 22 de abril de 2005 en UPN en los Estados Unidos.  Fue el episodio número 700 de acción en vivo de Star Trek transmitido.  Obtuvo una participación de entre el 2,0 y el 3 por ciento entre los adultos de entre 18 y 49 años. Esto significa que fue visto por el dos por ciento de todos los hogares y el tres por ciento de todos los que miraban televisión en el momento de la transmisión.  Esto colocó a UPN en el quinto lugar entre las principales cadenas durante la hora de transmisión de la entrega, por delante de The WB. Esta fue la única vez durante el horario de máxima audiencia en que UPN se ubicó por delante de The WB.  La segunda parte se emitió la semana siguiente, el 29 de abril.  Los índices de audiencia fueron similares al primer episodio, con otro 2,0/3 por ciento de puntuación, y nuevamente ubicándose en el quinto lugar durante el intervalo de tiempo por delante de The WB. 

### Comentarios del reparto
En un artículo de SyFy de 2015, Scott Bakula dijo que el episodio era uno de sus favoritos.  La actriz Linda Park, que tuvo un papel importante en el episodio de dos partes, ha dicho: "Creo que es bien sabido que esos son mis episodios favoritos".  Sin embargo, Connor Trinneer y John Billingsley fueron más críticos; Trinneer los describió como "complacientes", mientras que Billingsley dijo que eran "todo efecto y nada de sentido" y "un poco demasiado meta". Su compañero de reparto Dominic Keating no estuvo de acuerdo y calificó el episodio de dos partes como "muy divertido". 

### Respuesta crítica
"In a Mirror, Darkly" ha aparecido en varias listas de "Lo mejor de". El episodio de dos partes fue generalmente aclamado por los críticos y los fanáticos como una de las mejores entregas de la serie.
David Bianculli, del New York Daily News, calificó estos episodios como "las mejores horas de Enterprise hasta la fecha". Escribió: "Sin embargo, el mayor atractivo de este episodio es su capacidad para sorprender, y hacerlo no solo con un sentido de la historia de Trek, sino también con sentido del humor". Bianculli agregó que "al caminar por el lado salvaje, Enterprise está siendo muy buena al permitir que sus personajes sean muy malos". Calificó el episodio con tres estrellas y media de cuatro, y dijo que fue tan divertido que "si hubieran adoptado esta actitud desde el principio, Enterprise probablemente todavía estaría volando misiones la próxima temporada".
IGN le dio al episodio doble combinado una calificación de cinco sobre cinco, y dijo que "puede ser un episodio con truco, pero es un truco que funciona casi a la perfección y no debe perderse".
Al reseñar la primera parte para TrekNation, Michelle Erica Green dijo que su parte favorita fue la secuencia de apertura modificada y la describió como "divertida y alegre en una forma retorcida", pero pensó que los episodios finales de la serie habrían sido mejores si se hubieran concentrado en la tripulación y el barco reales.  Ella pensó que la segunda entrega vio a la serie "estirar demasiado una idea inteligente", y que "un 'Mirror' de una hora habría tenido más sentido en términos de ritmo y para Enterprise en su conjunto". 
Jamahl Epsicokhan en su sitio web Jammer's Reviews le dio al primer episodio una puntuación de tres sobre cuatro,  y a la segunda parte dos y media.  Epsicokhan lo describió como un "cómic malvado", y en relación con la primera parte, "Llamar a este episodio exagerado sería quedarse corto. Es una hora de locura lunática en la que todo se va a la deriva".  Su opinión sobre la segunda parte fue que los decorados recreados eran impresionantes, pero "se pasa tanto de la raya que se da vuelta y se patea en el trasero. Es exagerado, sobreactuado y demasiado ridículo". 
Den of Geek lo clasificó como el episodio número uno de la serie, escribiendo que la entrega "logra incluir algunos de los momentos más inventivos de Enterprise, entre ellos los créditos iniciales revisados".  Jay Garmon en TechRepublic lo clasificó como el quinto mejor episodio, diciendo que los escritores lograron incluir una "serie alegremente maliciosa y fatal de traiciones inesperadas, pero también trabajar en algunos de los gags mitológicos más satisfactorios y coherentes que Enterprise haya mostrado".  En una lista de los 100 mejores episodios de la franquicia Star Trek, "In a Mirror, Darkly" fue colocado en el puesto 40 por Charlie Jane Anders en io9.  Los editores de la edición del 50º aniversario de Star Trek de Newsweek escribieron que los episodios "a menudo se ganan la adulación de los Trekkers" y los clasificaron en primer lugar entre los "10 mejores" episodios de Enterprise;  The Hollywood Reporter calificó a "In A Mirror, Darkly" como el 88º mejor episodio de todos los episodios de Star Trek.  Empire clasificó a los episodios en el puesto 46 de los "50 mejores episodios de Star Trek de todos los tiempos",  y la segunda mejor entrega de Enterprise después de "Terra Prime".  Wired también eligió "In a Mirror, Darkly" como el mejor de toda la serie de Enterprise.  SyFy clasificó la historia de dos partes en el quinto lugar de los siete episodios del Universo Espejo de Star Trek producidos hasta esa fecha.  Ese mismo año, Vulture escribió: "La serie tardó mucho en encontrar su lugar, y solo alcanzó su máximo potencial en su última temporada con episodios como el de dos partes "In a Mirror, Darkly". 
Los fanáticos en la convención del 50 aniversario en Las Vegas eligieron la serie de dos partes como uno de los "Diez mejores episodios de Star Trek" de todos los tiempos, de entre más de setecientas entregas de acción en vivo producidas hasta esa fecha.

### Premios y nominaciones
Laura Connolly, Roma Goddard y Michael Moore fueron nominados a un premio Emmy en la categoría de mejor peluquería para una serie por su trabajo en este episodio.

## Lanzamiento doméstico
"In a Mirror, Darkly" se lanzó por primera vez para ver en el hogar como parte de la caja de la cuarta temporada de Star Trek: Enterprise. Fue lanzado en DVD de la región uno en los Estados Unidos el 1 de noviembre de 2005.  El conjunto incluía un documental de quince minutos de duración sobre los orígenes del episodio y los antecedentes del universo espejo en general, así como comentarios de audio de Mike Sussman y Tim Gaskill sobre ambas partes del episodio. El comentario había sido publicado previamente en el sitio web oficial de Star Trek, donde Gaskill es el director editorial.  Posteriormente se convirtió en uno de los tres episodios de Enterprise que se incluyeron en el conjunto de DVD Star Trek: Alternative Realities Collective, que se lanzó en 2009. Los otros episodios fueron "E²" y "Twilight", y también aparecieron otras entregas del universo espejo, incluyendo "Mirror, Mirror" y tres de las de Deep Space Nine.  La edición Blu-ray se lanzó el 1 de abril de 2014. 